# 2019年美國電影學會獎
2019年美國電影學會獎（英語：American Film Institute Awards 2019）為表彰2019年年度最佳前10大電影與電視劇。2019年12月4日宣布得獎名單，並於2020年1月3日舉行頒獎典禮。美國電影學會通常於年初就公布去年得獎作品獎項，發佈日期僅次於紐約影評人協會及國家評論協會的獎項，作為奧斯卡金像獎及金球獎的風向球指標之一，提名作品常常不謀而合。

## 10大電影
- 《1917》
- 《別告訴她》
- 《愛爾蘭人》
- 《兔嘲男孩》
- 《小丑》
- 《鋒迴路轉》
- 《小婦人》
- 《婚姻故事》
- 《從前，有個好萊塢》
- 《李察朱威爾事件》

### AFI特別獎
- 《寄生上流》

## 10大影集
- 《核爆家園》
- 《王冠》
- 《佛西／薇登（英语：Fosse/Verdon）》
- 《權力的遊戲》
- 《姿態》
- 《繼承之戰》
- 《難，置信》
- 《副人之仁》
- 《守護者》
- 《別人眼中的我們（英语：When They See Us）》

### AFI特別獎
- 《伦敦生活》

## 外部連結
- 官方网站（英文）
- 得獎名單（英文）
- AFI電影節官方網站（页面存档备份，存于）（英文）